# Lares
Lares – miasto w Portoryko, w gminie Lares.